# Espèce commerciale
Une espèce commerciale est une espèce vivante dont l'exploitation suppose un intérêt commercial assuré, qui a été identifié par une industrie en particulier. Le terme est utilisé fréquemment pour parler des poissons (ou d'autres animaux marins) qui sont capturés par la pêche commerciale, mais il peut se référer également à toutes sortes d'êtres vivants, pas nécessairement marines. Elle est utilisée aussi dans l'industrie du bois, par exemple, dans un contexte très différent.

## Définitions

### Dans l'industrie de la pêche

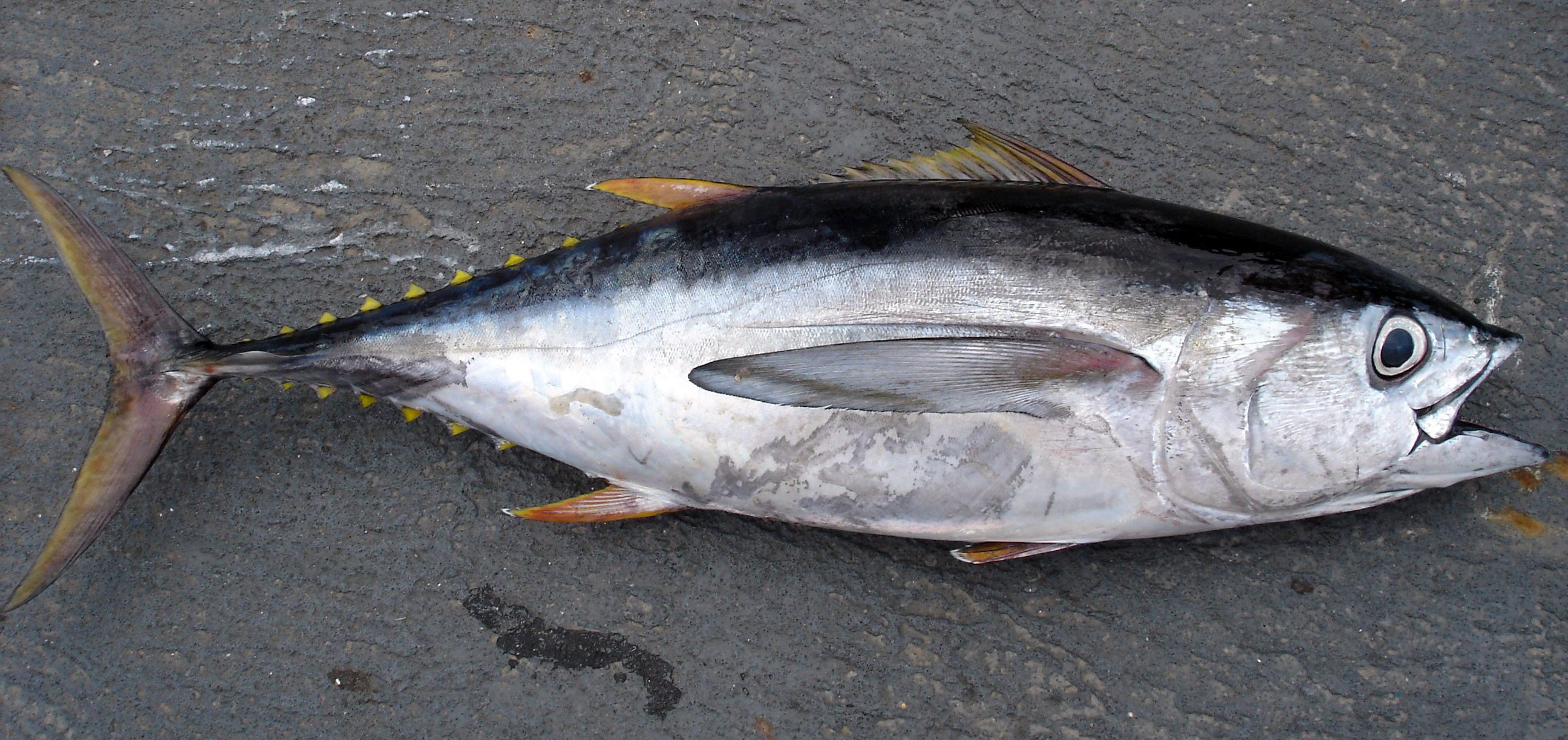
Le thon obèse (Thunnus obesus) est une espèce commerciale de poisson hautement appréciée.

Dans le cas de l'industrie de la pêche, une espèce commerciale se caractérise parce qu'elle fait l'objet d'une pêcherie locale ou régionale pendant un certain période de sa vie, en tant que espèce cible ou comme capture accessoire. Il s'agit généralement d'espèces sauvages de poissons, et leur exploitation fait objet d'une régulation de la part d'instances nationales et internationales pour tenter d'éviter la surpêche.

### Dans l'industrie du bois

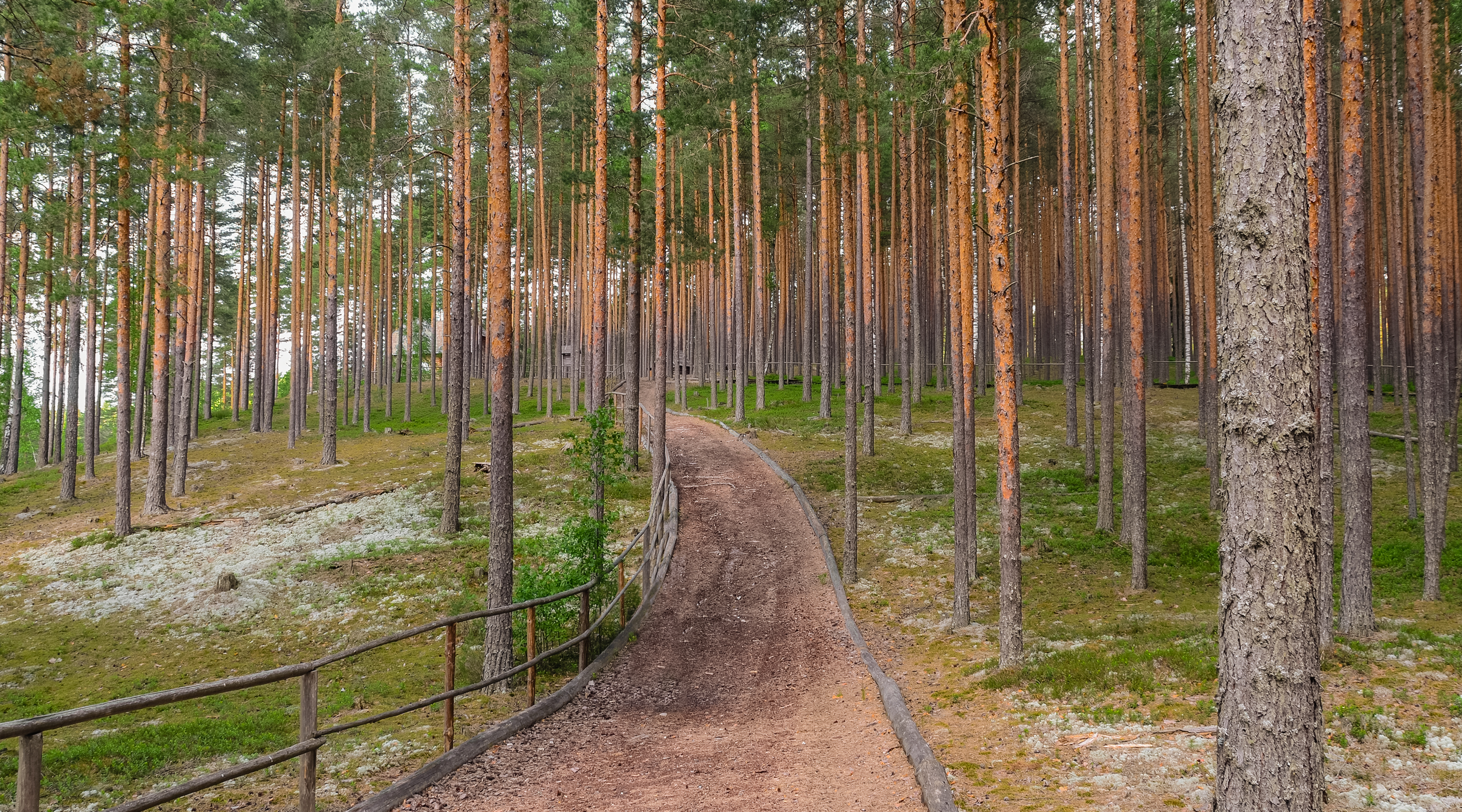
Le pin sylvestre (Pinus sylvestris) est une espèce commerciale d'arbre, très utilisée en reboisement.

Dans l'industrie du bois, les espèces commerciales sont généralement des espèces d'arbres qui peuvent être utilisés pour être transformées en produits industriels en bois. Elles s'opposent à les espèces d'arbres non-commerciales, qui, en raison de sa taille, qualité ou constitution inférieure, ne peuvent pas être soumises au même traitement. Les espèces commerciales peuvent être des individus sylvestres (susceptibles d'être utilisés comme indicateur de la qualité d'une parcelle pour son utilisation en terrain forestier exploitable) ou bien des plantations forestières destinées à être coupées. Cependant, certaines de ces espèces commerciales poussent uniquement sur des petites extensions, ou bien il faut qu'elles soient associées à d'autres espèces communes d'arbres.
Dans certaines régions du monde, des espèces d'arbres exotiques qui ont été introduites dans un écosystème pour son utilisation commerciale ont été la cause de graves problèmes écologiques (par exemple, en Afrique du Sud).